# Roberto Gurgel
Roberto Monteiro Gurgel Santos CavMM (Fortaleza, 24 de setembro de 1954) é um advogado e jurista brasileiro. Foi o Procurador-geral da República do Brasil entre 22 de julho de 2009 e 14 de agosto de 2013.
Formado em direito pela UFRJ, foi membro do Ministério Público Federal de 1982 a 2013, quando se aposentou.

## Biografia
Nasceu em Fortaleza, filho mais novo de Yolanda Monteiro Gurgel Santos e do médico Edilson Gurgel Santos (1920-2014), os quais são pais de mais três filhos: Ilka, Anamaria e Edilson Júnior.
Formou-se em Direito pela Universidade Federal do Rio de Janeiro (UFRJ). Antes de ingressar por concurso público no Ministério Público Federal como procurador da República em 1982, atuou como advogado no Rio de Janeiro e em Brasília. Presidiu a Associação Nacional dos Procuradores da República (ANPR) entre 1987 e 1989.
Em 1993, Gurgel foi admitido pelo presidente Itamar Franco à Ordem do Mérito Militar no grau de Cavaleiro especial.
Teve o seu nome como o mais votado na lista tríplice elaborado pela ANPR, razão pela qual o presidente Luiz Inácio Lula da Silva, fez sua indicação.
Em 8 de julho, foi sabatinado pela Comissão de Constituição e Justiça (CCJ) do Senado Federal, tendo o seu nome aprovado por unanimidade. No mesmo dia, teve o seu nome aprovado pelo plenário da Casa. Em 22 de julho de 2009, assumiu o cargo para um mandato de dois anos.
Cogitou-se investigá-lo no âmbito da CPMI do Cachoeira por ter suspendido a Operação Vegas da Polícia Federal, iniciada em 2008, que apontou os primeiros indícios de contravenção entre Carlinhos Cachoeira e políticos como o senador cassado Demóstenes Torres. Também está sendo investigado por ter engavetado por dois anos as investigações da Operação Monte Carlo, que levou a prisão de Carlinhos Cachoeira.
Após quatro anos de mandato, deixou o cargo de Procurador-Geral da República, sendo substituído por Rodrigo Janot.
Em novembro de 2013, aposentou-se voluntariamente do Ministério Público Federal, após 31 anos de atuação.
É casado, desde 1991, com Cláudia Sampaio Marques, subprocuradora-geral da República, com quem teve dois filhos: Natália, nascida em 1991, e Bruno Marques Gurgel, nascido em 1995.